# NGC 6685
NGC 6685 (другие обозначения — PGC 62220, UGC 11317, MCG 7-38-15, ZWG 228.21, NPM1G +39.0492) — галактика в созвездии Лира.
Этот объект входит в число перечисленных в оригинальной редакции «Нового общего каталога».
В галактике вспыхнула сверхновая SN 2006bq типа Ia, её пиковая видимая звездная величина составила 15,8.